# Лисіни (Сілезьке воєводство)
Лисіни (пол. Łysiny) — село в Польщі, у гміні Конецполь Ченстоховського повіту Сілезького воєводства.
Населення — 287 осіб (2011).
У 1975-1998 роках село належало до Ченстоховського воєводства.

## Демографія
Демографічна структура станом на 31 березня 2011 року:
|          | Загалом | Допрацездатний вік | Працездатний вік | Постпрацездатний вік |
| -------- | ------- | ------------------ | ---------------- | -------------------- |
| Чоловіки | 151     | 28                 | 101              | 22                   |
| Жінки    | 136     | 19                 | 77               | 40                   |
| Разом    | 287     | 47                 | 178              | 62                   |